# Yingé Ling
Yingé Ling är en ås i Kina. Den ligger i provinsen Jilin, i den nordöstra delen av landet, omkring 330 kilometer öster om provinshuvudstaden Changchun.
Genomsnittlig årsnederbörd är 952 millimeter. Den regnigaste månaden är juli, med i genomsnitt 235 mm nederbörd, och den torraste är januari, med 7 mm nederbörd.